# آنانگروو، نیو ساوت ولز
آنانگروو (به انگلیسی: Annangrove) یک حومه شهر در استرالیا است که در نیو ساوت ولز واقع شده‌است.